# Anton Ponkrašov
Anton Aleksandrovič Ponkrašov (in russo Антон Александрович Понкрашов?; Leningrado, 23 aprile 1986) è un cestista russo.
Alto 200 cm, gioca come guardia.

## Carriera
Con la Russia ha disputato i Giochi olimpici di Londra 2012, i Campionati mondiali del 2010 e sei edizioni dei Campionati europei (2005, 2007, 2009, 2011, 2013, 2015).

## Palmarès
- Campionato russo: 4

CSKA Mosca: 2006-2007, 2009-2010, 2011-2012, 2012-2013
- Coppa di Russia: 5

CSKA Mosca: 2006-2007, 2009-2010
Chimki:  2007-2008
Spartak San Pietroburgo: 2010-2011
Nižnij Novgorod: 2022-2023
- VTB United League: 3

CSKA Mosca: 2009-2010, 2011-2012, 2012-2013